# Rade Đokić
Rade Đokić (serbisch-kyrillisch Раде Ђокић; * 23. Juni 1983 in Zvornik, SFR Jugoslawien) ist ein bosnisch-herzegowinischer Fußballspieler auf der Position eines Stürmers, der seit 2015 bei der Wiener Viktoria spielt. Nebenbei tritt er mittlerweile auch als Fußballtrainer in Erscheinung.

## Leben und Karriere
Đokić begann seine Karriere in seiner Heimatstadt Zvornik bei FK Drina Zvornik. Nach einem Zwischenspiel beim FK Kabel kam er 2003 zu Sremska Mitrovica, welches er ein Jahr später Richtung Belgrad zu Zvezdara verließ. 2005 ging er zum Kapfenberger SV nach Österreich, wo er in einer Saison 14 Tore in der Zweiten Liga erzielte. Nach nur einem sehr guten Jahr in der Obersteiermark ging es in die steirische Hauptstadt zum Grazer AK, wo er durch den Zwangsabstieg am Ende der Saison seinen Vertrag auflösen konnte, um 2007 zum SV Ried zu wechseln. 2008 wechselte er zum Aufsteiger der Regionalliga Mitte 1. FC Vöcklabruck in die Erste Liga. Nach dem Abstieg der Vöcklabrucker wechselte er zum FK Austria Wien, wo er in der zweiten Mannschaft die jungen Spieler führen sollte.
Nachdem die Austria Amateure nach der Saison 2009/10 zwangsweise in die  Regionalliga Ost absteigen musste, wechselte Đokić innerhalb Wiens zum Traditionsverein First Vienna FC und verblieb damit in der zweitklassigen Ersten Liga.